# کفشک دم‌زرد
کفشک دم‌زرد (نام علمی: Pleuronectes ferruginea) نام یک گونه از تیره کفشک‌ماهیان راست‌روی است.